# Bikini Club
Bikini Club va ser un programa musical de Ràdio Nou. Presentat per Vicente Bartual i amb guions de Carlos Gámez, va iniciar-se el 7 de juliol del 1991 com a programa nocturn per a l'estiu, substituint El Picú, amb Joan Monleon. Inicialment emetia cançons des dels anys 50 fins a la dècada del 1970, destacant per l'ús de l'humor, fet que els va permetre ser renovats després de la temporada estival.
A partir del 31 de juliol del 1992, i a suggeriment de la direcció de l'emissora, va convertir-se en un programa de cançons dedicades. L'esclat de la Ruta Destroy feu que la majoria de cançons demanades foren d'este estil, esdevenint llavors un programa de referència per al públic de les discoteques. Amb personatges inventats com la Mòmia de Catí, l’Home Llop de la Patacona i l’Home Invisible de Beniopa, esdevingué un programa de culte, amb uns 215.000 oients diaris, i rebia entre 30.000 i 40.000 cridades diàries des de tota València, Albacete, Múrcia, Eivissa i sud de Catalunya per a demanar cançons.
A les falles del 1993 realitzaren, a ACTV, la primera festa del programa, i les actuacions a discoteques serien una marca de la casa.
El 7 de juliol de 1999, amb la Ruta Destroy de baixa i el moviment discotequer valencià totalment demonitzat, el programa seria cancel·lat.